# Hyptiotes analis
Espèce
Hyptiotes analis est une espèce d'araignées aranéomorphes de la famille des Uloboridae.

## Distribution
Cette espèce est endémique du Sri Lanka.

## Description
Le mâle subadulte holotype mesure 3 mm.

## Publication originale
- Simon, 1892 : Histoire naturelle des araignées. Paris, vol. 1, p. 1-256 (texte intégral).